# 프로즌 리버
《프로즌 리버》(영어: Frozen River)는 2008년 개봉한 미국의 범죄 드라마 영화이다. 코트니 헌트의 감독 데뷔작이며, 그가 각본 역시 맡았다. 2008 선댄스 영화제 심사위원대상, 2008 고섬 독립영화상 작품상 수상작이다. 

## 출연

### 주연
- 멜리사 레오
- 미스티 업햄

### 조연
- 찰리 맥더못
- 마이클 오키프
- 마크 분 주니어
- 존 캐노이
- 도나 제이콥스
- 펀 밴두
- 조이 챈린

## 기타
- 제작보: 로라 멜하프
- 미술: 인벌 웨인버그
- 의상: 애비 오설리반
- 세트: 제스민 E. 밸로우